# Agustín Julio
Agustín Julio Castro (* 25. Oktober 1974 in Cartagena) ist ein ehemaliger kolumbianischer Fußballspieler. Der Torwart nahm mit der Nationalmannschaft an der Copa América 1999 teil. Heute arbeitet er als Sportdirektor.

## Karriere

### Verein
Agustín Julio gab sein Debüt im Jahr 1995 im Trikot von Santa Fe in einem Spiel gegen den Envigado FC und war von Beginn seiner Laufbahn eine feste Größe im Tor. In seiner ersten Station bei Santa Fe erreichte er das Finale der Copa Conmebol 1996, in dem Santa Fe gegen den argentinischen Verein CA Lanús unterlag, sowie das Finale der Copa Merconorte 1999 gegen den Rivalen América de Cali. Im Jahr 2000 wechselte er zum Atlético Junior nach Barranquilla. Dort spielte er ein Jahr lang auf Leihbasis und absolvierte mehrere Partien, in denen er mit guten Leistungen überzeugte. 2001 kehrte Julio nach Bogotá zurück und spielte ein weiteres Jahr für Santa Fe, wobei er sich den Platz im Tor mit anderen Torhütern teilte.
Im ersten Halbjahr 2002 lieh ihn Once Caldas aus. Er verließ den Verein aufgrund geringer Einsatzzeiten schnell wieder und schloss sich per Leihe Independiente Medellín an, mit dem er in der Finalización 2002 die Meisterschaft gewann. 2003 kehrte er zu Santa Fe zurück. In dieser Phase bestritt er zahlreiche Spiele, wurde erneut eine Symbolfigur des Vereins und zählte zu den beliebtesten Spielern bei den Fans. Anfang 2005 wechselte Julio zu Deportes Tolima, wo er mit konstant starken Leistungen glänzte und schließlich in die kolumbianische Nationalmannschaft zur Teilnahme am Kirin Cup berufen wurde. In Tolima avancierte er zu einem der besten Torhüter der kolumbianischen Liga und zu einer wichtigen Identifikationsfigur des Klubs.
2008 kehrte Julio erneut zu Santa Fe zurück und wurde Leistungsträger des Teams. Im Jahr 2009 schrieb Julio Vereinsgeschichte, als er im Finale der Copa Colombia im Elfmeterschießen drei Strafstöße hielt und so maßgeblich dazu beitrug, dass Santa Fe den Pokal gewann. Auch in den Folgejahren blieb Julio eine Schlüsselfigur und ein Idol bei Santa Fe. Mit ihm erreichte der Klub 2010 die Ligahalbfinalrunde sowie das Achtelfinale der Copa Sudamericana und 2011 das Viertelfinale. Nach der Saison 2011 beendete er seine aktive Karriere.

### Nationalmannschaft
Julio debütierte für die Nationalmannschaft im März 1999 beim Freundschaftsspiel gegen Venezuela. Bei der Copa América 1999 stand er im Kader, kam jedoch nicht zum Einsatz. Die Cafeteros schieden im Viertelfinale gegen Chile aus. Nach langer Zeit ohne Nationalmannschaftberufung wurde er Anfang 2006 wieder für den Kader nominiert. Im September 2007 bestritt er beim Freundschaftsspiel gegen Panama wieder ein Länderspiel. Zwar gehörte er nicht zum Kader der Copa América 2007, wurde danach allerdings Stammtorwart und absolvierte zwölf Partien in der Qualifikation zur Weltmeisterschaft 2010. Für das Endturnier in Südafrika qualifizierte sich Kolumbien als Siebter der Südamerikagruppe nicht. Julio bestritt sein letztes Länderspiel im Januar 2009 beim Freundschaftsspiel gegen Mexiko. Insgesamt kam er 29-mal in der Nationalmannschaft zum Einsatz und trug in drei Spielen die Kapitänsbinde.

### Sportdirektor und Trainer
Nach seiner aktiven Karriere übernahm Julio das Amt des Sportdirektors bei Santa Fe. 2017 übernahm er als Trainer die Frauenmannschaft des Klubs und führte sie zum kolumbianischen Meistertitel. 2018 und 2022 trainierte er interimsweise die Herren-Profimannschaft in der Categoría Primera A. Im August 2023 legte Julio sein Amt als Sportdirektor nieder.

## Erfolge
Independiente Medellín
- Kolumbianischer Meister: 2002-II

Santa Fe
- Kolumbianischer Pokalsieger: 2009